# E125号線
E125号線(E125ごうせん、英: European route E125) はロシアのイシムから、キルギスのトルガルトを結ぶ、欧州自動車道路のBクラス幹線道路。

## 経路
- ロシア
  - イシム
- カザフスタン
  - ペトロパブル
  - コクシェタウ
  - シュチンスク
  - アスタナ
  - カラガンダ
  - バルハシ
  - Burubaytal
  - アルマトイ
- キルギス
  - ビシュケク
  - ナルイン
  - トルガルト